# Miguel Barroso

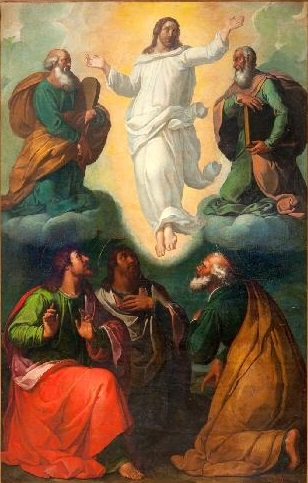
La transfiguración del Señor, óleo sobre lienzo, 225 x 144 cm, Museo de Huesca en depósito del Museo del Prado, procedente del Museo de la Trinidad. Obra atribuida por razones estilísticas a Miguel Barroso por Alfonso E. Pérez Sánchez.

Miguel Barroso (Alcázar de San Juan, 1538-El Escorial, 29 de septiembre de 1590), pintor manierista español, discípulo de Gaspar Becerra y hermano del escultor Pedro Barroso.

## Biografía
Según Ceán Bermúdez nació en 1538 en Alcázar de San Juan. En 1577 era todavía vecino de esta localidad; en 1585 se encargó con Hernando de Ávila de la tasación de las pinturas de Luis de Velasco en la Catedral de Toledo, tratándose de la primera noticia en relación con su actividad artística, en la que sin embargo ya debía de haber destacado. El padre fray José de Sigüenza cuenta en su Historia de la fundación de El Escorial que era un hombre muy instruido y «sabía bien la lengua latina, y no sé si la griega, con otras vulgares, la arquitectura, perspectiva y música. Díjome él a mí que le había aprovechado mucho lo que comunicó con Becerra, trabajando de mancebo en su casa». También es recordado por Francisco Pacheco en su Arte de la pintura. Trabajó en el Real Monasterio de San Lorenzo de El Escorial desde 1587, repartiéndose con Luis de Carvajal, Pellegrino Tibaldi y Rómulo Cincinato, las pinturas de los ángulos del claustro bajo principal, donde pintó en la esquina que le correspondió la Ascensión del Señor y la Venida del Espíritu Santo. También pintó allí dos cuadros pequeños para las sobrepuertas del coro. Se conserva además en el monasterio un álbum de dibujos suyos y de su discípulo Diego López de Escuriaz con 51 historias de la vida de Jesús y motivos decorativos diversos para servir de modelo a los bordadores encargados de confeccionar las vestimentas litúrgicas.
Fue recibido como criado del Rey el 15 de noviembre de 1589 con cien ducados de paga, pero falleció el 29 de septiembre del año siguiente.